# Koszęcin (stacja kolejowa)
Koszęcin – stacja kolejowa w Koszęcinie, w województwie śląskim wybudowana w 1884 roku. Według klasyfikacji PKP ma kategorię dworca lokalnego. Położona jest na linii kolejowej nr 143 w południowej części miejscowości.

## Ruch pasażerski

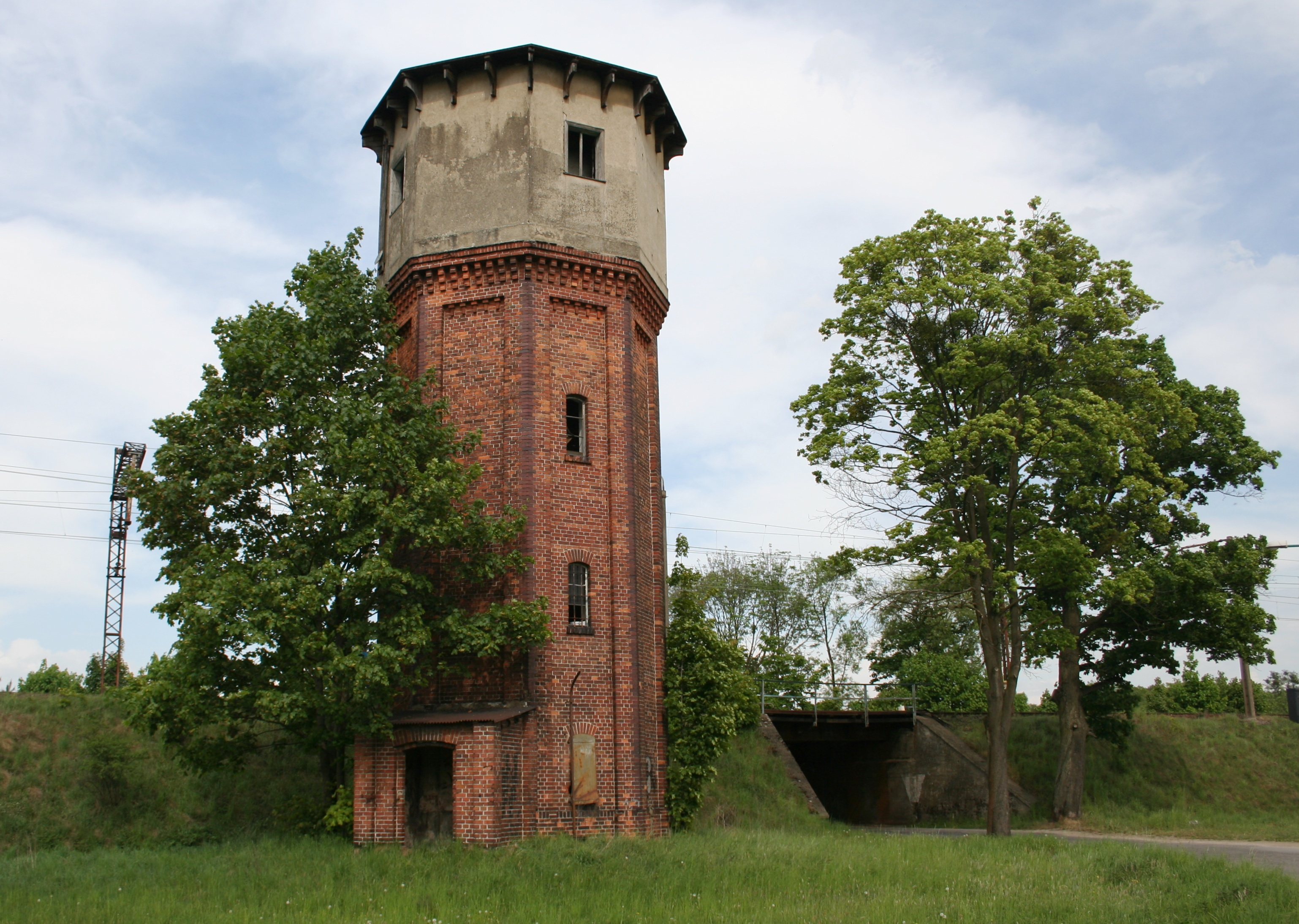
Wieża ciśnień w pobliżu stacji

| Rok  | Wymiana pasażerska na dobę |
| ---- | -------------------------- |
| 2017 | 20-49                      |
| 2022 | 200-299                    |